# Aldinac
Aldinac (en serbe cyrillique : Алдинац) est un village de Serbie situé dans la municipalité de Knjaževac, district de Zaječar. Au recensement de 2011, il comptait 16 habitants.

## Démographie
| 1948 | 1953 | 1961 | 1971 | 1981 | 1991 | 2002 | 2011 |
| ---- | ---- | ---- | ---- | ---- | ---- | ---- | ---- |
| 847  | 744  | 611  | 391  | 151  | 75   | 26   | 16   |

|  |